# Luna (comarca)

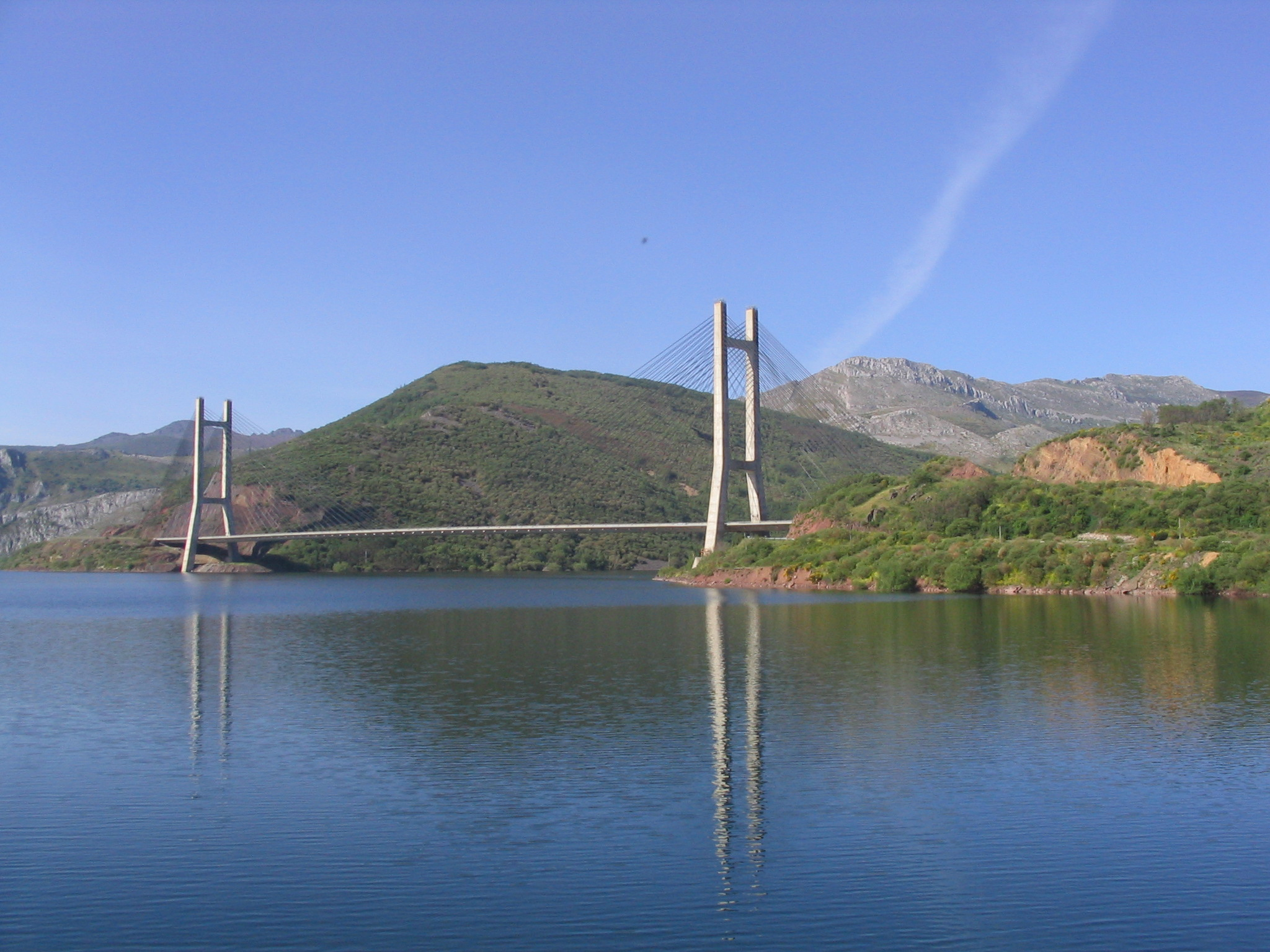
Puente Ingeniero Carlos Fernández Casado sobre el embalse de Barrios de Luna.

Luna es una subcomarca tradicional de la subregión de la Montaña Occidental en la provincia de León, comunidad autónoma de Castilla y León, España.

## Límites
Limita con: El concejo de Lena de  Asturias (al norte); las comarcas leonesas tradicionales de Babia y Omaña (al oeste); con las comarcas tradicionales leonesas de Gordón, Los Argüellos y Alba (León) (al este); y las Tierras de Ordás (al sur)

## Municipios
La comarca tradicional está formada por los municipios de:
- Carrocera (comarca de Val de Viñayo);
- Los Barrios de Luna (comarca de Luna de Arriba);
- Sena de Luna;
- Soto y Amío (comarca de Luna de Abajo);
- Rioseco de Tapia;
- Santa María de Ordás (comarca de Ordás).

## Etimología
El nombre de Luna se supone de origen prerromano, de la época de los astures, habitantes originarios de estas tierras, por lo cual supone un significado diferente al satélite terrestre, con el cual se relaciona por homofonismo.
El gentilicio de los habitantes de la Comarca de Luna es: tsuniegu / tsuniega en el habla de la Comarca (Leonés), o castellanizado: luniego / luniega

## Hidrología
El río Luna recorre la zona de noroeste a sureste, y es el que da nombre a la comarca.
La parte central de la comarca fue inundada por la construcción de un embalse en los años 1950-60, por lo que la comarca tradicional se halla dividida en dos partes.

## Variedad lingüística
En la comarca se mantiene aún, en mayor o menor medida conservado, una variedad lingüística del leonés conocida como habla de Luna o pachuezu. De entre sus características, destaca la palatalización de la l- y -ll- latinas en el alófono africado sordo denominado che vaqueira (cuya representación se ha realizado tradicionalmente con las grafías ts).
- El contenido de este artículo incorpora material de una entrada de la Enciclopedia Libre Universal, publicada en español bajo la licencia Creative Commons Compartir-Igual 3.0.

- Datos: Q1074134